# Тэг-регби
Тэг-регби — это бесконтактная командная игра, в которой каждый игрок носит пояс с двумя прикрепленными к нему лентами (тэгами) на липучках или шорты с нашивками из велкро. Способ игры основан на правилах классического регби (регби-юнион) и регбилиг и имеет много общего с тач-регби, хотя тэг-регби часто считается более близкой имитацией классического полноконтактного регби или регбилиг, чем тач. Атакующие игроки пытаются увернуться, уклониться и передать регбийный мяч партнерам, в то время как защитники пытаются помешать им совершить попытку, срывая прикрепленные к поясу или шортам ленты с игрока с мячом, вместо полноконтактного захвата игрока. Тэг-регби используется для развития и тренировок как в классическом регби, так и в регбилиг.
Тэг-регби в мире существует в нескольких формах: OzTag (Австралия), Try Tag Rugby (Великобритания) и Mini Tag (детское тэг-регби) — одни из самых известных разновидностей. Тэг-регби имеет наибольшую распространенность в Австралии, Ирландии, Новой Зеландии и Великобритании.

## История
По словам спортивного историка Терри Годвина, тэг-регби было впервые придумано в Гибралтаре Гибралтарским регбийным союзом. Из-за отсутствия травяных полей был разработан альтернативный вариант регби-юнион. 10-дюймовый шнур был заправлен в пояс, и его срыв соперником с криком «тэг» считалось «захватом». Если атакующая команда не совершала попытку до четвертого «захвата», мяч переходил к защищающейся команде.
Официальная версия тэг-регби была создана и внедрена учителем физкультуры Ником Леонардом в Англии в 1990 году и основывалась на рекомендациях бывшего военнослужащего по имени Барри Джонс. Он рассказал Леонарду, как военнослужащие ВМС на борту корабля или во время игры на твердом грунте играли в гибралтарский вариант регби. Затем Леонард разработал свод правил, подходящих для детей, используя пояса и цветные ленты, прикрепленные к ним липучками, и организовал первый в истории школьный фестиваль по тэг-регби в UCP Marjons, Плимут, в 1991 году. В 2011 году это ежегодное мероприятие отметило свой 20-й юбилей.

## Разновидности тэг-регби
OzTag (Австралия)
OzTag — бесконтактная форма регбилиг, которую можно рассматривать как разновидность британского тэг-регби. Полузащитник клуба Cronulla Sharks и St George Dragons Перри Хэддок впервые внедрил этот вид спорта в Австралии, тренируя команду St George Jersey Flegg (англ.) в 1992 году. Вместе с Крисом Парксом они вывели этот вид спорта на поля по всей Австралии. Сегодня в него играют более 200 000 игроков в различных лигах по всей стране.
Игры обычно проходят в течение двух таймов по 20 минут. Обычные размеры поля — 70×50 метров. В каждой команде одновременно на поле могут находиться по восемь игроков.
У атакующей команды есть пять розыгрышей или «тэгов», чтобы попытаться занести попытку или доставить мяч как можно ближе к зачетной линии соперника. Как и в большинстве других разновидностей тэг-регби, «захват» происходит, когда как минимум одна из двух лент-липучек, называемых «тегами», срывается с шорт игрока с мячом.
Игроки могут пасовать мяч и бить по нему ногой, за попытку дается одно очко, ударов по воротам нет. Удары по мячу в открытой игре разрешены, но они должны выполняться ниже уровня плеч судьи и до срыва ленты при «нулевом тэге» (например, при розыгрыше преимущества после перехода владения мячом от соперника) или после четвертого «тэга».
В играх среди смешанных команд (мужчины и женщины играют вместе) в каждой команде на поле может находиться не более четырех игроков мужского пола, а попытка, занесенная игроком женского пола, оценивается в два очка, по сравнению с одним очком для игроков мужского пола.
Mini Tag (Великобритания)
Правила игры в мини тэг-регби для игроков до 7 лет имеют некоторые особенности регби-юнион, например, неограниченное количество «захватов». В них нет эквивалента правила о шести «тэгах» на атаку, и вместо этого «захваченные» игроки должны скидывать мяч партнерам. В тэг-регби для игроков до 8 лет сохраняется правило шести «тэгов», которое требует, чтобы на 7-м «тэге» судья остановил игру и передал мяч другой команде. Начало и возобновление игры осуществляется с помощью свободного паса.
Мини тэг-регби в настоящее время является единственным видом тэг-регби, разрешенным Английским регбийным союзом (RFU) для возрастных групп до 7 и до 8 лет. В мини тэг-регби используется регбийный мяч размера 3 и не допускаются схватки, коридоры и удары ногой по мячу.

## Тэг-регби в мире

### Австралия
С момента своего зарождения в 1992 году OzTag (или Walla Tag) приобрел популярность по всей Австралии в городских и сельских районах. В первом сезоне летом 1992-1993 гг. участвовали 28 команд, игравших в районах Кронулла и Сент-Джордж в Сиднее. Сегодня более 80 000 игроков принимают участие в соревнованиях OzTag по всей стране.
Соревнования по OzTag проводятся по всей Австралии, и наибольшую популярность имеют в районах Сиднея, Брисбена и Канберры. Команды соревнуются в шести дивизионах: открытый женский, смешанный, открытый мужской и мужской старше 30, 35 и 40 лет.

### Англия и Великобритания
В 2003-2004 годах Английский регбийный союз (англ.) ввел мини тэг-регби в программу развития юниоров под названием «Три стадии регбийного континуума», заменив им тач-регби.
В 2009 году компания Try Tag Rugby начала проводить соревнования по тэг-регби для взрослых по всему Лондону, используя правила OzTag. К лету 2011 года более 1000 игроков регулярно принимали участие в играх в рамках вечерних лиг по будням по всему Лондону в таких местах, как Финсбери-парк, Гладстон-парк, Вандсворт-таун, Тутинг-бек, Ричмонд, Шордич, Хайбери и Саутварк-парк. Количество соревнований продолжает расти: летом 2014 года более 240 команд соревновались на площадках Лондона и Рединга. Try Tag Rugby также проводит ежегодный чемпионат Лондона по тэг-регби, в котором принимают участие команды со всей Великобритании и Европы. В 2013 году в нем зарегистрировались 42 команды, сыгравшие 136 матчей под руководством 17 судей на девяти площадках; это рекорд Великобритании для взрослого турнира по тэг-регби. В сентябре 2014 года Английский союз регбилиг (англ.) и Try Tag Rugby объявили о создании партнерства для расширения участия в этом виде спорта людей по всей Англии. В начале 2015 года Try Tag Rugby объявили о расширении своего присутствия в Йоркшире. В 2016 году Try Tag Rugby продолжили значительное развитие игры: 507 команд приняли участие в летних лигах.
Try Tag Rugby — официальные делегаты Великобритании в Европейской федерации тэг-регби (ETF) и Международной федерации тэг-футбола (ITFF). В 2011 и 2014 годах сборная Великобритании по тэг-регби принимала команду из Австралии, а в 2013 году — мужскую сборную Тонга старше 30 лет. Смешанная и мужская сборные Великобритании также участвовали в Кубке мира по тэг-регби 2012 года в Окленде, Новая Зеландия, а в 2013 году был проведен первый ежегодный Кубок Британии и Ирландии. В 2016 году Ирландия в третий раз выиграла Кубок Британии и Ирландии, победив Великобританию с итоговым счетом 4 — 2 в шести категориях. В 2017 году сборные Великобритании снова соревновались с Ирландией в Корке в шести категориях, и Ирландия сохранила кубок, победив со счетом 4-2 в категориях Mixed Open (открытый смешанный), Mixed Seniors (ветераны смешанный), Women’s Open (открытый женский) и Women’s Seniors (ветераны женский).
В 2018 году Великобритания сыграла с Ирландией на Кубке Британии и Ирландии в Дублине в рамках подготовки к ITF Кубку Мира по тэг-регби, проходившему в австралийском Кофс-Харборе в ноябре 2018 года. Турнир был сокращен до четырех категорий, и Ирландия снова сохранила кубок в пятый раз подряд, одержав победу над Великобританией со счетом 26-22 по очкам, причем победы одержали команды Великобритании в категориях Men’s Open (открытый мужской) и Men’s Seniors (ветераны мужской)
В 2018 году на Кубке мира ITF Великобритания завоевала три медали, включая серебряную медаль в категории Men’s Seniors (ветераны мужской), бронзовую медаль в Women’s Seniors (ветераны женский) и победу Men’s Open (открытый мужской) в соревновании Plate (за итоговое 5 место), в то время как команда Mixed Open (открытый смешанный) проиграла в полуфинале Plate Новой Зеландии.
В 2019 году, набрав отличный темп после чемпионата мира 2018 года, Великобритания впервые выиграла Кубок Британии и Ирландии, победив Ирландию со счетом 4-2 в Лондоне, выиграв в категориях Women’s Seniors (ветераны женский), Women’s Open (открытый женский), Men’s Open (открытый мужской) и Mixed Seniors (ветераны смешанный), причем турнир снова был расширен до шести категорий.

### Ирландия
Ирландская ассоциация тэг-регби (ITRA) представила взрослое тэг-регби в Ирландии в 2000 году совместно с Ирландским регбийным союзом (IRFU), когда была создана первая в истории лига для 36 команд. Лига известна как Volvic Tag. Ирландский регбийным союз начал проводить свои собственные лиги по тэг-регби в 2007 году после раскола с ITRA.
Этот вид спорта стал особенно популярен в Ирландии, и в 2007 году более 28 000 игроков, составляющих более 1700 команд, приняли участие в соревнованиях по тэг-регби на 50 площадках по всей стране. Этот показатель увеличился в 2008 и 2009 годах.
Существует четыре основных категории турниров по тэг-регби. Это лиги только для мужчин, лиги только для женщин, смешанные лиги (в которых минимум один игрок должен быть женщиной, а на поле не более четырех игроков-мужчин) и лиги ветеранов (старше 35 лет). В каждой категории обычно проводятся турниры в четырех различных дивизионах, разделенных по способностям игроков, начиная с лиги А (наиболее конкурентной) и заканчивая лигами В, С и новичками (самыми неопытными и, как правило, наименее конкурентными). Лиги ветеранов состоят из команд с игроками старше 35 лет.
Многие руководители оплачивают или спонсируют команды своих компаний в качестве метода рекреации, что объясняет популярность этого формата регби, а его бесконтактный характер позволяет играть смешанным по полу и возрасту командам и проводить соревнования между офисами.
Фестиваль Pig 'n' Porter Festival проводится каждый июль в Old Crescent RFC, Лимерик. Это крупнейший в мире турнир по тэг-регби, в котором ежегодно принимают участие до 150 команд. В турнире регулярно участвуют команды из Англии, Шотландии, Франции и Нидерландов.
В 2014 году ITRA привела свои правила соответствие с правилами Международной федерации тэг-регби (ITF). Теперь игроки имеют возможность выступать за свои региональные команды (Корк, Дублин, Голуэй, Лимерик, Клэр и Килдэр), из игроков которых формируется сборная Ирландии для участия в Кубке мира по тэг-регби.

### Гонконг
HKTag развивался в непосредственной связи с Гонконгской регбийной лигой (HKRL), созданной в 2015 году. Используя официальные правила OzTag, тэг-регби впервые появилось на инаугурационном турнире HKRL Nines 2015 года в качестве альтернативы регбилиг с минимальным контактом, смешанного формата, и собрало более 100 игроков - мужчин и женщин.
Рост HKTag стал главным успехом HKRL в 2016 году. HKTag стал официальным руководящим органом тэг-регби в Гонконге и запустил еще два внутренних соревнования - Battle of Origin и HKTag Super League. В том же году также были введены регулярные социальные тренировки по тэг-регби весной и летом, которые сегодня продолжаются круглый год.
Сегодня HKTag имеет солидное сообщество членов, участвующих в еженедельных тренировках «Тэг для Всех», семинарах для новичков, летнем пляжном тэг-регби и сезонных соревнованиях. В соревнованиях HKTag Challenge 2018 года приняло участие самое большое количество участников за всю историю, 12 команд и более 140 игроков со всего мира.
В ноябре 2018 года Гонконг отправил команду на Кубок мира по тэг-регби в Кофс-Харбор, представляя открытый смешанный и открытый мужской дивизионы.

### Новая Зеландия
Летом 1993-4 годов тэг-регби был представлен в Новой Зеландии Джоном Аклендом, сотрудником по развитию Оклендской регбийной лиги, который побывал в Сиднее и встретился с основателем OzTag Перри Хэддоком из Oztag Australia, чтобы расширить географию игру в Окленде (Новая Зеландия). Первый модуль KiwiTag был запущен и проводился Аклендом в Окленде по понедельникам в течение 8-10 недель. С этого модуля тэг-регби начало свой рост и развитие в Окленде и Порируа-Веллингтоне. KiwiTag стал признанными партнерами OzTag в Новой Зеландии. К сожалению, в течение следующих лет развитие игры было остановлено из-за внутренних политических разногласий организаторов KiwiTag. 
Лишь в 2009 году был проведен ребрендинг и управляющая организация была переименована в New Zealand Tag Football Incorporated, которая уже более 10 лет является признанной управляющей организацией по развитию всего тэг-регби в Новой Зеландии.
В 2003 году Новозеландский регбийный союз учредил "Rippa rugby" - вариант тэг-регби - в качестве инструмента развития и игры для маленьких детей, а также для турниров начальной школы.

### Россия
В России детское тэг-регби впервые официально появилось за счет внедрения международной программы «Займись регби» (Get into rugby), которая призвана сделать игру доступной каждому во всех уголках земного шара. В России она стартовала и успешно работает с 2014 года. Благодаря усилиям руководителя программы Виктора Николаевича Ковтуна и Федерации регби России модуль «Тэг-регби» был включен в «Реестр примерных основных образовательных программ» в качестве учебного предмета «Физическая культура» для образовательных организаций, а также в программу Всероссийских спортивных игр школьников «Президентские спортивные игры».
Бизнес-лига по тэг-регби
В начале 2020 года у руководства и менеджмента регби-клуба ЦСКА вместе с несколькими игроками клуба появилась идея начать знакомить своих друзей и партнеров клуба со своей любимой игрой. Они начали приглашать людей на еженедельные тренировки по пятницам, на которые поначалу приходили 10-15 человек. Из-за опасности и высокого входного порога классического регби для новичков, была предложена идея познакомить и научить новичков играть в регби через бесконтактную версию игры – тэг-регби. 
Была создана корпоративная лига по тэг-регби среди любительских команд разных организаций. Телеканал Матч ТВ стал партнером турнира, и первый тур новой Бизнес-лиги Матч ТВ по тэг-регби прошел в июле 2021 года в Нижнем Новгороде и собрал 12 различных команд. Победителем 1-го тура стала команда МУФАСА, представляющая Управление федеральной антимонопольной службы города Москвы.
В сезоне 2021-2022 состоялись еще 4 тура: три в Москве и один в Туле. Заключительный 5 тур турнира прошел в Москве 15 октября 2022 года и собрал уже 19 разных команд. Победителем итогового зачета первого сезона Бизнес-лиги Матч ТВ по тэг-регби также стала команда МУФАСА.
Правила тэг-регби Бизнес-лиги были разработаны экс-капитаном сборной России Василием Артемьевым в сотрудничестве с Виктором Ковтуном. Они базируются сразу международных правилах игры в тэг-регби, которые были адаптированы с учетом способностей игроков и условий проведения турниров. Игры проводятся на площадках размером в четверть классического футбольного поля (примерно 50x30 метров) смешанными командами, в составе которых играют 6 полевых игроков, из которых минимум 2 женщины. На атаку командам отводится 6 «тэгов», удары ногой запрещены.
Благодаря неутомимой и упорной работе организаторов турнира, мотивированной их любовью к регби, Бизнес-лига Матч ТВ по тэг-регби завоевала признание всего спортивного сообщества России, получив высшую награду на престижной премии MARSPO AWARDS в номинации «Лучший маркетинг проекта в области популяризации спорта и здорового образа жизни / игровые виды спорта».
Первый тур сезона 2023-2024 состоялся 18 марта 2023 года в Москве.

### Международные фестивали по тэг-регби
Международный фестиваль Rochdale Swarm International Mixed Tag Rugby League Festival состоялся в 7-й раз в 2015 г. Команды из Франции, Ирландии, Шотландии и Уэльса регулярно участвуют в нем вместе с командами из Рочдейла, включая фиджийскую и местную азиатскую общину. Также в фестивале принимают участие команды со всей Англии. В фестивале играют смешанное команды с 7 полевыми игроками, где минимум 2 игрока - женщины.
Крупнейший в мире фестиваль Pig 'n' Porter Tag Rugby, проводится каждый июль на территории Old Crescent Rugby Club, Лимерик, Ирландия. До 150 команд принимают участие в турнире. Популярность мероприятия также объясняется массовыми гуляниями после игр, которые сопровождаются вкусной едой, напитками и живой музыкой.
Мальтийский международный фестиваль тэг-регби был запущен в 2011 году. В первых двух сезонах фестиваля в нем участвовали команды из Англии, Шотландии, Франции и мальтийских островов. Лондонские Try Tag Rugby All-Stars регулярно участвуют в фестивале с момента его основания, и фестиваль становится известен как "самый горячий фестиваль по тэг-регби в Европе".
В декабре 2015 Кубок мира по тэг-регби прошел в Саншайн-Кост, Квинсленд, Австралия, а в ноябре 2018 года в Кофс-Харборе, Австралия.